# مليل بن وبرة
مليل بن وبرة بن خالد بن العجلان الخزرجي الأنصاري صحابي جليل من قبيلة الخزرج من الأنصار شهد مع النبي محمد ﷺ غزوة بدر وغزوة أحد.